# Abraham Shimonaya
Mar Abraham Shimonaya (* um 1862; † Sommer 1915) war ein Bischof der autokephalen ostsyrischen „Kirche des Ostens“ und danach der Chaldäisch-katholischen Kirche.

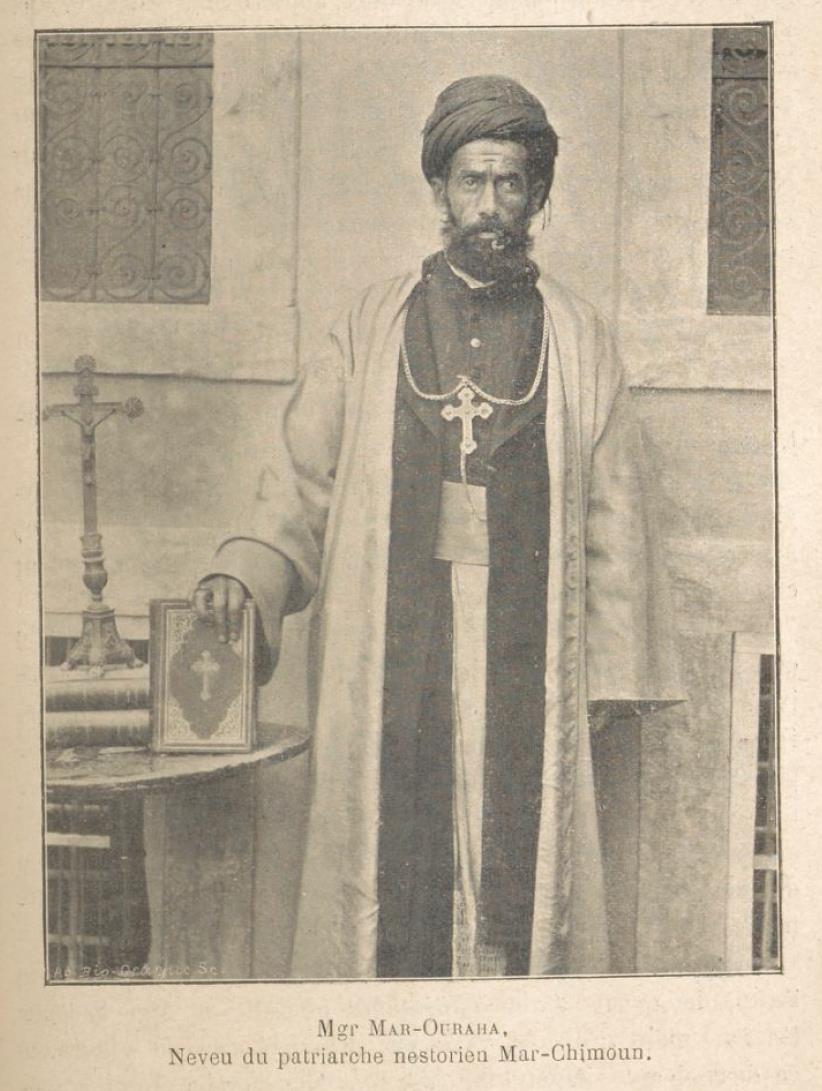
Mar Abraham Shimonaya (* um 1862; † Sommer 1915)

## Herkunft und erstes Wirken
Mar Abraham Shimonaya (alias d’Mar Shimun) war gleich seinem älteren Bruder Nimrod Shimonaya ein Neffe des Katholikos-Patriarchen Mar Abraham Shimun XIX. (ca. 1820–1861) und ein Vetter des Katholikos-Patriarchen Mar Rowil (Ruben) Shimun XX. (1861–1903). Da zu dessen Nachfolger ausersehen, wurde Abraham vor oder in 1884 zum Bischof geweiht, wohl für Berwat. Um 1890 verschlechterten sich die Beziehungen zwischen den Verwandten offenkundig, nicht zuletzt wegen unterschiedlicher Ansichten zur politischen wie kirchlichen Bündnispolitik. Die Gruppe um Nimrod Shimonaya warnte vor anti-osmanischen Unternehmungen im Sinne und an der Seite Russlands und befürwortete eine Annäherung an die Katholiken statt der russischen Orthodoxie. Im Jahre 1889 unterbreiteten Nimrod und mehrere Fürsten der Assyrer-Stämme des Hakkari zusammen mit Mar Abraham dem Papst in Rom den schriftlichen Vorschlag einer Union nach dem Vorbild der Chaldäisch-katholischen Kirche. Oberhaupt der geplanten neuen, mit Rom unierten Kirche sollte Mar Abraham und nach ihm Angehörige dessen Familie werden, das hereditäre Prinzip der Besetzung der obersten Kirchenämter also, anders als in der Chaldäisch-katholischen Kirche, erhalten bleiben. 1893 entzog Patriarch Shimun XX. Mar Abraham die Leitung seiner Diözese. Ab 1895 galt nicht mehr Abraham als künftiger Patriarch, sondern der Sohn von Rubens Halb-Bruder Eshai, Benyamin (* 1887). Dieser übernahm nach Shimuns XX. Tod 1903 als fünfzehnjähriger Knabe als Shimun XXI. das Amt des Katholikos-Patriarchen. Er verfolgte eine pro-russische und anti-osmanische Politik und wurde 1918 selbst ihr Opfer.

## Katholische Lebensphase
Im März 1903 trat Mar Abraham mit seinem Bruder Nimrod, weiteren Mitgliedern der Patriarchenfamilie sowie Mar Isho‘yahb Yawallaha von Barwar in Mosul öffentlich zum Katholizismus über und wurde zum Metropoliten und Bischof von Hakkâri für die Chaldäisch-katholische Kirche bestellt. Die staatlich-osmanische Anerkennung ließ jedoch auf sich warten. Im Jahre 1907 wirkte Mar Abraham als eine Art Hilfsbischof von Mar Yaku (Yaˁqob, Jacques) Manna, dem chaldäisch-katholischen Patriarchalvikar und Bischof in Van. In späteren Jahren kehrte er zu seiner Sippe nach Dez zurück, wo sich die Patriarchenfamilie aufhielt, und wurde auf Befehl Shimuns XXI. isoliert. Assyrisch-christliche Krieger töteten am 5. Mai 1915 im Patriarchendorf Qudschanis Abrahams Bruder Nimrod, der die bevorstehende assyrische Kriegserklärung an das Osmanische Reich ablehnte. Bei der allgemeinen Flucht vor den kurdisch-türkischen Truppen im Sommer 1915 nahmen katholische Sympathisanten den inzwischen schwer erkrankten Mar Abraham mit, ließen ihn dann auf eigene Bitten in Chamba d'Malik zurück. Den dort einsam Verstorbenen bestatteten im August 1915 Katholiken aus Ashita in Unter-Tiari.
Mit dem Tod Nimrods und Abrahams endete die kurze Geschichte des modernen Katholizismus in Hakkari; bald folgte das Ende des Christentums in diesem Gebiet. Die Biographie der beiden Brüder verdeutlicht, dass die christlichen Assyrer nicht allein Opfer ihrer neuzeitlichen Geschichte waren, sondern auch deren Mitgestalter.